# アストロ・フライト
アストロ・フライト（Astroflight, Incorporated）は電気動力のラジコン機や無人機、産業用ブラシレスモーター、世界初の太陽光を動力源とするソーラープレーンや世界初の実用電動ラジコン機を生産する会社である。カリフォルニアのMarina Del Reyを拠点とする。

## 歴史
1969年、Bob BoucherとRoland Boucherが設立した。彼らも目標は高性能なAMA競技用ラジコン滑空機を作ることだった。最初の滑空機である"Malibu"は同年に開催されたSan Joseの競技会で3位に入賞した。Bob Boucher は Malibu で1970年ソアリングの周回で世界記録を目指した。彼の記録はハワイのWaimaneloで302kmの記録を打ち立てた。

## 世界初の有人ソーラープレーン

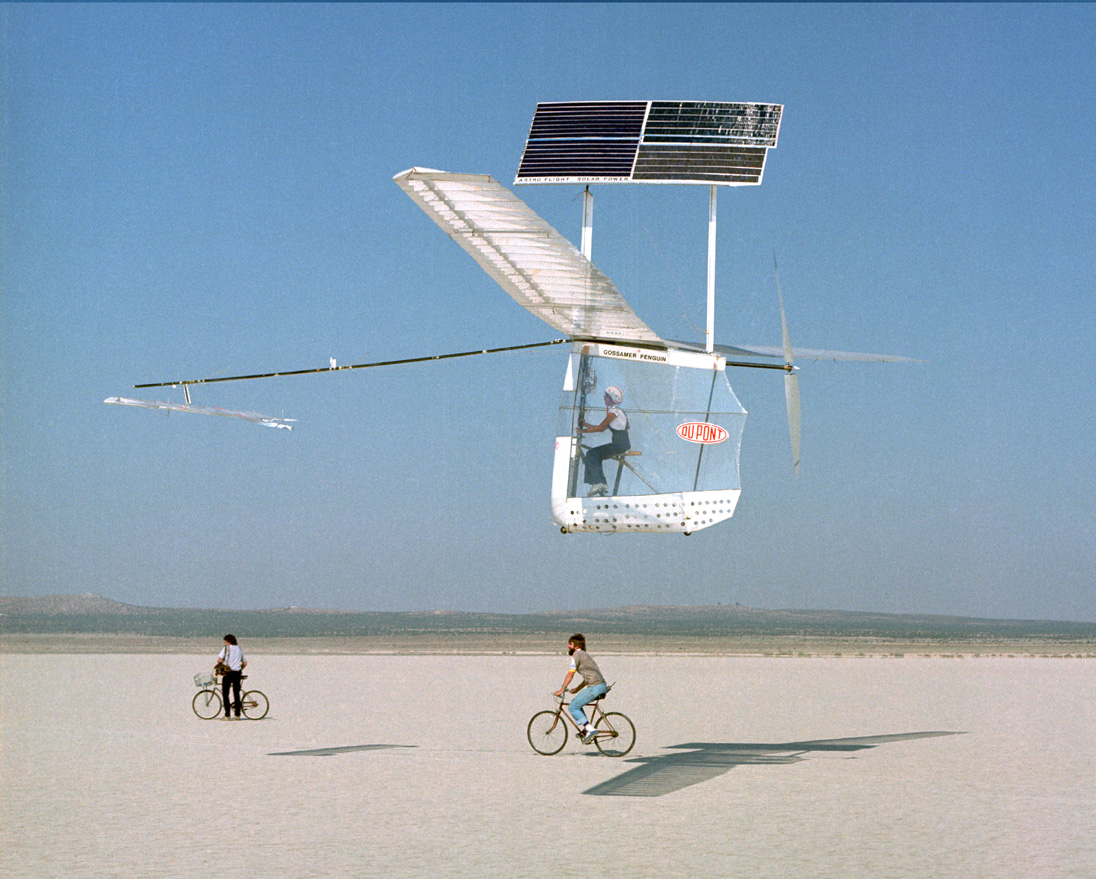
ゴッサマーペンギン

1979年、デュポンによる資金提供でDr. ポール・マクレディと協力者達は有人の太陽光を動力とする飛行機を開発した。その結果がゴッサマー・ペンギンである。